# Djuphavsfiskar

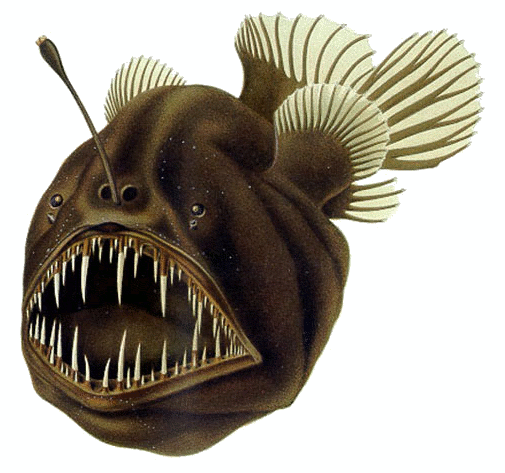
Djuphavsmarulk Melanocetus johnsonii.

Djuphavsfisk är en term som täcker in de fiskar som lever under havens fotiska zon. Prickfiskar är de överlägset vanligaste djuphavsfiskarna. Bland övriga arter i djuphaven märks 
lyktfiskar, cigarrhaj, drakfiskartade fiskar och marulkar.

## Miljö
Bara ungefär 2 % av de kända marina fiskarterna lever i pelagisk miljö, vilket innebär att de lever i öppet hav (till skillnad från de bentiska arterna som är bottenlevande). Djuphavsarter återfinns i allmänhet i de batypelagiska (1000 – 4000 m djup) och abyssopelagiska (4000 – 6000 m djup) zonerna. Men, särdrag för djuphavsarter, som exempelvis bioluminiscens, förekommer även i den mesopelagiska zonen (200 – 1000 m djup). Den mesopelagiska zonen motsvarar den dysfotiska zonen, vilket betyder att ljuset är minimalt men fortfarande registrerbart. Syreminimum i havet ligger på mellan 500 och 1000 m djup och på detta djup är också vattnet som mest näringsrikt. De batypelagiska och abyssopelagiska zonerna är afotiska, vilket innebär att inget ljus tränger ner till dessa djup, och utgör ungefär 75 % av världshaven. Den zon som ej bebos av djuphavsfiskar är den epipelagiska zonen, även känd som den eufotiska zonen, från havsytan ned till (högst) 200 m djup. 
Djuphavet är också en extremt ogästvänlig miljö med temperaturer som sällan överstiger 3°C och som kan gå ned till -1,8°C (med undantag för hydrotermiska källor där vattentemperaturerna kan överstiga 350°C), låg syrehalt och tryck på mellan 20 och 1100 atmosfärer (2-110 MPa). Vattentrycket ökar med en atmosfär för var tionde meter, men djuphavslevande organismer har samma tryck invärtes som omgivningen så de krossas inte av det enorma trycket. Deras höga inre tryck och de låga temperaturerna resulterar i en minskad genomströmning hos deras cellmembran. Genomströmningen påverkar effektiviteten hos deras biologiska funktioner (den har störst betydelse för proteinsyntesen), så organismerna har anpassat sig genom att andelen omättade fettsyror har ökats i membranen. Utöver att ha anpassats till ett ökat inre tryck har de djuphavslevande organismerna utvecklat en annan balans i sin metabolism än de som lever i den epipelagiska zonen. Enligt David Wharton, författare till "Life at the Limits: Organisms in Extreme Environments": "Biokemiska reaktioner förjs av förändringar i volym. Om de resulterar i en ökad volym, kommer de att hindras av högt tryck, medan de gynnas om de innebär en volymminskning." Detta innebär att deras metabolism i slutänden måste leda till en volymminskning.

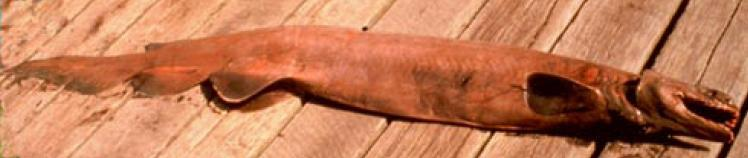
Kråshaj fångad utanför södra New England.

De flesta fiskar som utvecklats i denna hårda miljö är oförmögna att överleva under laboratorieförhållanden och försök att hålla dem i fångenskap har lett till deras död. Djuphavsorganismer innehåller gasfyllda håligheter och gas expanderar vid trycksänkning. På grund av detta kan dessa djur explodera upp om de kommer till ytan. Andra komplikationer uppstår genom tryckfallssjuka, som ju även drabbar människor. Den uppkommer när i blod och vävnader löst kväve bildar gasbubblor till följd av för hastigt minskat tryck och kan resultera i skelettskador, extrem smärta, svaghet och till och med döden. Detta exemplifieras av den kråshaj som hittades på grunt vatten utanför Japan. Kråshajar lever normalt på 1500 m djup, så när detta exemplar fraktades till ett akvarium dog det inom några timmar. Härav följer att är vår kunskap om dem är begränsad, eftersom studier av levande djur inte går att genomföra utan dyrbar djuphavsutrustning. Därför är också de flesta arter okända för andra än specialister och få har svenska namn.

## Särdrag

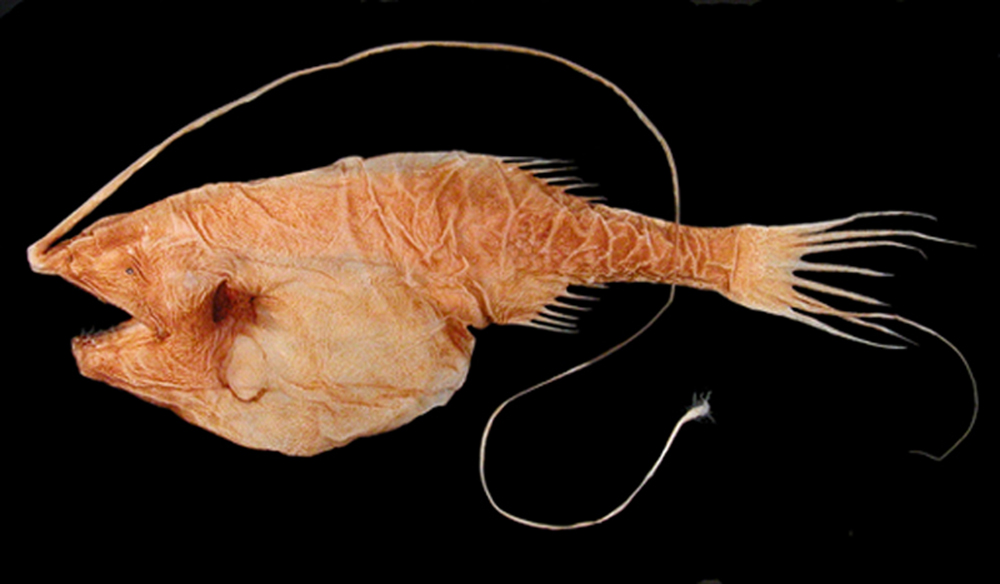
Gigantactis är en djuphavsmarulk med en kraftigt förlängd första fenstråle i ryggfenan som har ett bioluminscent lockbete (fotofor) i spetsen.

Djuphavets fiskar är bland planetens märkligaste och mest svårfångade varelser och i de okända djupen finns många ovanliga skapelser kvar att studera. Eftersom många av dessa fiskar lever där det inte finns solljus kan de inte endast lita till synen för att finna byten och partners, eller undkomma predatorer - sålunda har djuphavsfiskarna utvecklat anpassningar till sin ljusfattiga miljö. Många arter är blinda och litar helt till sina andra sinnen, som känslighet för tryckförändringar i omgivningen och luktsinnet, för att söka föda och undvika att bli uppätna. De som inte är blinda har stora ljuskänsliga ögon som kan utnyttja ljus från bioluminiscens, se nedan. Dessa ögon kan vara så mycket som etthundra gånger så ljuskänsliga som människoögat. Många arter är också mörkfärgade för att smälta in i omgivningen.
Många djuphavsfiskar är bioluminiscenta och kan producera ljus genom oxidation av luciferin.
Sådana organismer är vanliga från den mesopelagiska zonen och nedåt (200 m och djupare). Mer än 50 % av djuphavsfiskarna, liksom exempelvis räkor och bläckfiskar, är bioluminiscenta. Ungefär 80 % av dem har fotoforer - ljusproducerande körtelceller som innehåller lysande bakterier omgivna av mörka färgteckningar. Vissa fotoforer är försedda med lins (liknande linsen i ögon) som kan samla (förstärka) eller sprida ljuset. Förmågan att producera ljus kostar bara sådär en procent av den energi som djuret använder i övrigt och har många användningsområden. Ljuset används för att hitta föda eller locka till sig byten (som djuphavsmarulken), hävda revir, kommunicera, hitta en partner eller blända predatorer. Vidare, i den mesopelagiska zonen där det fortfarande finns lite ljus, använder vissa organismer bioluminiscens för att lysa upp sin undersida så att den matchar ljuset som kommer uppifrån, för att inte synas som en silhuett.

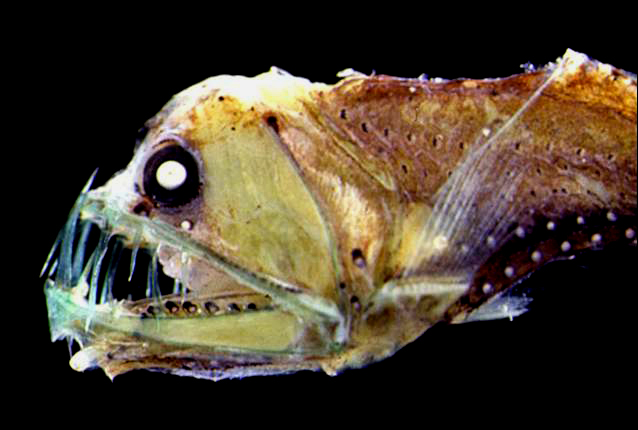
Huggormsfisk från Messinasundet.

Hela livscykeln kan vara förlagd till djuphavsmiljö, några arter föds dock på grundare vatten och vandrar ner med åldern - men oavsett var ägg och larver utvecklas är de typiskt pelagiska. Detta liv som plankton kräver en "neutral flytförmåga" (d.v.s. att djuren har samma genomsnittliga densitet som det omgivande vattnet) och ägg och larver innehåller ofta små oljedroppar i sin cytoplasma för att uppnå detta. När de är fullt utvecklade behöver de andra anpassningar för att bibehålla sin position i vattenpelaren. Eftersom de flesta vävnader är tyngre än vatten måste de uppnå ett ekvilibrium för att inte sjunka. Många fiskar har gasfyllda simblåsor, men på grund av det höga trycket saknar de flesta djuphavsfiskar detta organ. I stället har de strukturer som påminner om bärplansbåtar för att åstadkomma en hydrodynamisk lyftkraft. Det har också konstaterats att ju djupare en fisk lever, desto mer geléaktigt är dess kött och desto mindre benvävnad har de. De minskar vävnadernas densitet genom ett högt fettinnehåll och minskar skelettets vikt genom att minska dess storlek, tjocklek och mineralinnehåll. Vattenabsorption gör dem långsammare och mindre rörliga än ytlevande fiskar.

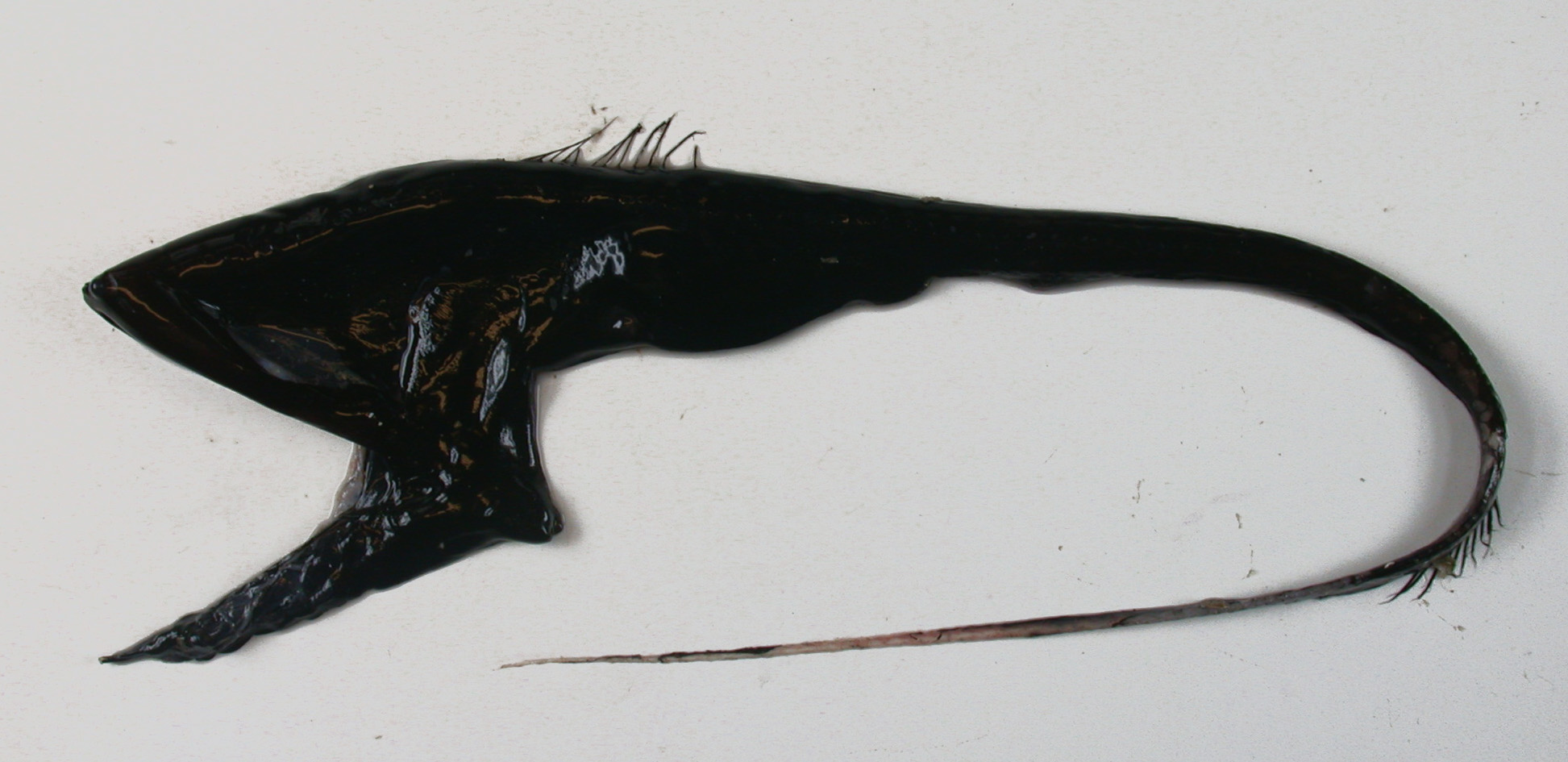
Pelikanål

På grund av avsaknaden av fotosyntetisk produktion blir livet i djuphavet beroende av organiskt material som sjunker ner från högre nivåer eller, i sällsynta fall, från hydrotermiska källor. Detta gör produktiviteten i djuphavet lägre än i grundare miljöer. Djuren i pelagiska miljöer är dessutom fåtaliga/spridda och tillgången på föda är sporadisk. Av dessa anledningar måste djuphavsorganismer ha anpassningar för att överleva. Somliga har långa känselspröt som hjälper dem att finna föda (och partners) i djuphavets mörker. Djuphavsmarulkarna har ombildat ryggfenans första stråle till ett "metspö" som sticker ut från pannan och som i änden har en bioluminiscent skinnflik som vrider sig som en mask för att locka till sig byten. Andra, som huggormsfisk och pelikanål, måste kunna svälja byten som är lika stora som de själva och har anpassningar för detta: som långa vassa tänder, ledade käkar, oproportionerliga gap och en mycket tänjbar mage.

## Prickfiskar

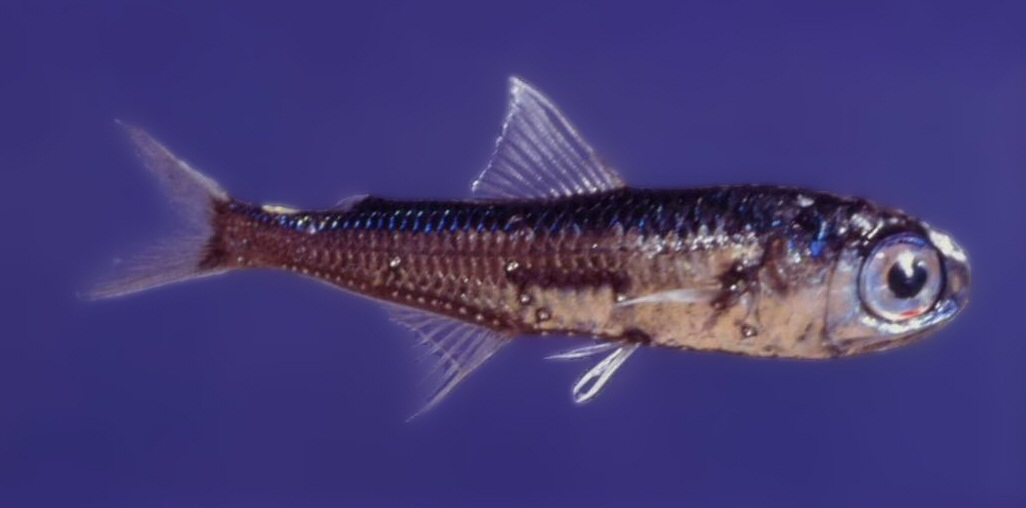
En prickfisk, Myctophum punctatum

Djuptrålning indikerar att prickfiskar står för så mycket som 65 % av hela fiskbiomassan i djuphaven. Faktum är att prickfiskar är bland de mest spridda, talrika och diversifierade av alla ryggradsdjur och har stor ekologisk betydelse för större organismer. I Antarktiska oceanen är prickfiskar en alternativ näringskälla till krill för bläckfiskar, kungspingviner och många andra djur. Trots att prickfiskarna är vanliga fiskas de sällan, men begränsat fiske sker utanför Sydafrika, kring Antarktis och i Omanbukten.

## Hotade arter
En studie gjord av kanadensiska forskare har visat att fem arter djuphavsfisk - bl.a. hoki - hotas av utrotning (CR - Akut hotad) på grund av det kommersiella fiskets övergång från kontinentalsocklarna till kontinentalsluttningarna ned till djup på 1600 meter. Den långsamma återväxten hos dessa fiskar - de når könsmognad vid ungefär samma ålder som människor - är en huvudanledning till att de inte kan återhämta sig från intensivt fiske.